# Takaya Kurokawa
Takaya Kurokawa (jap. 黒河 貴矢, Kurokawa Takaya; * 7. April 1981 in Ehime, Tambara (heute: Saijō), Japan) ist ein japanischer Fußballspieler (Torhüter).

## Karriere
Takaya Kurokawa begann das Fußballspielen bei der Tambara Higashi jr. High. Im Jahr 2000 wechselte Takaya zu Shimizu S-Pulse. Bei S-Pulse blieb Takaya bis 2005 und zur Saison 2006 wechselte er zu Tokyo Verdy. Bei Tokyo blieb er nur eine Saison und wechselte dann zur Neuen Saison 2007 zu JEF United. Auch bei JEF blieb er wieder nur eine Saison. 2008 wechselte er dann zu Albirex. Das erste Spiel für Albirex Niigata spielte Takaya in der Saison 2010 und zwar am 6. März der damalige Gegner war Kawasaki Frontale und das Spiel endete 2:1 für Frontale.
2004 nahm er mit der Olympiaauswahl am olympischen Fußballturnier in Griechenland teil, blieb beim Vorrundenaus als Ersatztorhüter hinter Hitoshi Sogahata aber ohne Einsatz.